# Нойдитендорф
Нойдитендорф (нем. Neudietendorf) — община в Германии, в земле Тюрингия.
Входит в состав района Гота. Подчиняется управлению Нессе-Апфельштедт-Гемайнден.  Население составляет 3057 человек (на 31 декабря 2006 года). Занимает площадь 6,66 км².
Община подразделяется на 2 сельских округа.